# 川島博
川島 博（かわしま ひろし、1933年 - 2018年2月18日）は、日本の作曲家。
栃木県足利市出身。東京芸術大学で長谷川良夫に作曲を師事した後、桐朋学園大学研究生指揮科を修了した。愛知教育大学教授と名古屋音楽大学教授を歴任し、現在は愛知教育大学名誉教授。
2013年11月瑞宝中綬章受章。

## 主な作品

### オペラ
- 琵琶白菊物語

### 管弦楽曲
- ピアノ協奏曲
- 弦楽のためのセレナード

### マンドリンオーケストラ
- 北設楽民謡『せしょ』
- 交響的三章
- 『里神楽』第1番
- 『里神楽』第2番
- 『里神楽』第3番
- 優しき歌
- 嘆きの歌
- ワルツ
- セレナーデ
- バラード
- ノクターン
- ファンタジア
- 音の絵

### 合唱
- いつまでもいつまでも
- いろはうた

### 歌曲
- 女の歌

### その他
- 栃木県民の歌
- 愛知県立豊橋西高等学校・校歌[2]
- 愛知県立豊田南高等学校・校歌
- 中京高等学校・校歌
- 名古屋市立藤森中学校・校歌
- 春日井市立藤山台中学校・校歌（楽譜　音声付き）
- 岡崎市立新香山中学校・校歌